# Autoserica ukamina
Autoserica ukamina är en skalbaggsart som beskrevs av Brenske 1901. Autoserica ukamina ingår i släktet Autoserica och familjen Melolonthidae. Inga underarter finns listade.